# 野田てつろう
野田 てつろう（のだ てつろう、1月27日 - ）は、日本の声優、舞台俳優。神奈川県出身。現在はフリーランス。

## 人物
特技にはマッサージ、ダンス、バスケットボール、キックボクシング、殺陣、極真空手をそれぞれ挙げている。
趣味はダイエット、アーケードゲームをそれぞれ挙げている。
声優になろうと思ったきっかけの作品は『クライシス コア ファイナルファンタジーVII』。声優の存在に気づくまでは、実際にキャラクターを演じていると思ったと語っている。
かつては声優事務所のRush Styleに所属していたが、2023年2月末に退所。

## 出演

### テレビアニメ
2013年
- 世界でいちばん強くなりたい!（観客） ※「野田哲郎」名義

2016年
- Bloodivores（囚人）

2017年
- ブレンド・S（客）

2018年
- アイドリッシュセブン（スタッフB、AD）
- ポチっと発明 ピカちんキット（男子生徒）
- ガンダムビルドダイバーズ（ローレンス）
- 多田くんは恋をしない（侍、警備員）
- 悪偶 -天才人形-（手下B）
- 狐狸之声（警備員）

2019年
- Re:ステージ! ドリームデイズ♪（観光客、屋外ステージ客、アナウンサー、アナウンス）
- ゾイドワイルド ZERO（兵士）

2020年
- ゾゾゾ ゾンビーくん（ウィンドサーファー）
- 安達としまむら（アナウンサー）
- 魔女の旅々（住民）

2021年
- ブルーピリオド（野球解説者）

2022年
- 薔薇王の葬列（ダウトン）
- それでも歩は寄せてくる（体育祭委員、サッカー部員、教師）
- 東京ミュウミュウ にゅ〜♡（2022年 - 2023年、スタッフ、パイロット、エイリアン） - 2シリーズ
- 異世界薬局（指揮官）
- 虫かぶり姫（侍従、従事）
- 夫婦以上、恋人未満。（生徒）
- 悪役令嬢なのでラスボスを飼ってみました（手下）

2023年
- 転生王女と天才令嬢の魔法革命（若手冒険者）
- カワイスギクライシス（学生）
- 白聖女と黒牧師（お客さん）
- 『ヒプノシスマイク-Division Rap Battle-』Rhyme Anima +（ベース）
- 川越ボーイズ・シング（輩）

2025年
- TO BE HERO X（アナウンサー、職員）

### Webアニメ
- しまじろうとあそぼう!（2018年、TVの主人公）

### ゲーム
2017年
- 嘘月シャングリラ（ヘイムダル）
- 戦の海賊 おとぎソール（非毛氈）
- ヒーローズプレイスメント（喜多助）

2018年
- リンクスリングス（DJヴァイヴス）

2019年
- レミロア〜少女と異世界と魔導書〜（ロア）
- リンクスリングス
- エルクロニクル（諸葛魔乾）
- モンスターストライク（2019年 - 2022年、ベンブルベン山の猪、梃子場亜流太、小野妹子）

2020年
- 龍が如く7 光と闇の行方（警察官）
- 三國志 覇道（馬良）

2021年
- バディミッション BOND（いやらしい看守）
- 幻獣契約クリプトラクト（ヘンリー）
- 戦の海賊（クレオス）

2022年
- 魔法使いの約束
- クイズRPG 魔法使いと黒猫のウィズ（世渡しいざあ、苦楽）

2023年
- ホグワーツ・レガシー（主人公〈男〉）
- オーディン：ヴァルハラ・ライジング（スットゥング、スヴァジル）
- リスト118（ロン）

2024年
- 龍が如く8

### ドラマCD
- 怪獣娘〜ウルトラ擬人化計画〜（空手部員たち）

### 吹き替え

#### 映画
- すべての終わり（空港職員男）
- 日の名残り（チャーリー〈ベン・チャップリン〉）

#### ドラマ
- Fleabag フリーバッグ
- 13の理由（アレックス〈マイルズ・ハイザー）
- ハーレーはド真ん中
- フィリップ・K・ディックのエレクトリック・ドリームズ シーズン1（男性警備員1、同僚ロボット男）
- ナイトフォール -悲運の騎士団-（英語版）（フィリップ王〈エド・ストッパード（英語版））
- レジデント 型破りな天才研修医（チェット）
- トム クランシー/CIA分析官 ジャック・ライアン シーズン1（ビクター・ポリッツィ〈ジョン・マガロ〉）
- The Good Cop / グッド・コップ（監察官、ドノバン）
- サイテーでサイコーの週末（英語版）（ブレイデン）
- ハンナ 〜殺人兵器になった少女〜（エミル・プロドナ〈アレクサンダー・ミック〉）
- シー・ユー・イエスタデイ（英語版）（マリク）
- HEARTSTOPPER ハートストッパー（サイ）
- 法執行人: バス・リーブス（アール）

#### ドキュメンタリー
- Formula 1: 栄光のグランプリ（角田裕毅）

#### アニメ
- 卓球少女 -閃光のかなたへ-（リウコーチ[25]）

### デジタルコミック
- アニコミ きみにあいを!（2019年、須桃[26]）
- アニコミ 25歳処女、7歳年下の男子高校生と同棲します!?（2019年、由貴の叔父[27]）
- マジカル★エクスプローラー エロゲの友人キャラに転生したけど、ゲーム知識使って自由に生きる（2021年、黒服ほか[28]）
- ちゃんと吸えない吸血鬼ちゃん（2021年、クラスメイト、先生[29]）
- メンタル強め美女白川さん（2022年、倉橋和樹）

### 舞台
- 初恋企画・うぇるかむ TO 死にたがりホテル（百瀬灯哉）
- FPアドバンス・珈琲喫茶sugar & bitter（神堂）

### メディアミックス
- Clock over ORQUESTA（2021年 - 、音葉五百助[30][31])
- URAMITE! （2021年 - 2024年、音葉五百助[32][33]）

### テレビ番組
- 実況×解説！ざわつきバラエティ「声優運動会」（2021年、BSフジ）[34]

### その他コンテンツ
- オカルトーク！ボイスドラマ（2020年、山田[35]）

### シリーズ一覧
1. ↑  第1期（2022年）、第2期（2023年）